# Guerre civile irlandaise
Batailles
Bataille de Dublin
La guerre civile irlandaise est une guerre ayant opposé entre eux les indépendantistes irlandais, divisés sur la question du traité anglo-irlandais de décembre 1921 qui établit l'État Libre d'Irlande et met fin à la guerre d'indépendance irlandaise.
À la suite de la ratification serrée du traité par le Dáil Éireann, la majorité suit Arthur Griffith et Michael Collins et accepte la dissolution de la République au profit d'un État Libre autonome mais qui demeure néanmoins une monarchie et un dominion de l'Empire britannique. Une minorité, dont la plus grande partie de l'Irish Republican Army (IRA), suit Éamon de Valera et refuse le traité qu'elle considère comme une trahison de la cause nationaliste.
Malgré le plébiscite en faveur du traité lors des élections générales de 1922, ses opposants protestent en occupant par la force les Four Courts à Dublin. L'État libre est alors contraint de les déloger par la force, ce qui déclenche officiellement les hostilités.
La guerre civile, qui dure moins d'un an, coûte la vie à environ 4 000 Irlandais et se conclut par la victoire de l'État libre sur les opposants au traité. Elle est considérée comme certains historiens comme ayant été plus brutale que la guerre contre le Royaume-Uni. Le conflit a déchiré les nationalistes irlandais, pourtant unis auparavant dans leur lutte pour l'indépendance. Michael Collins, figure proéminente du nationalisme irlandais, est la victime majeure de la guerre civile.
Sa conséquence à long terme sera l'établissement d'un bipartisme opposant les héritiers des camps pro-traité et anti-traité, le Fine Gael et le Fianna Fáil.

## Contexte

### Le traité

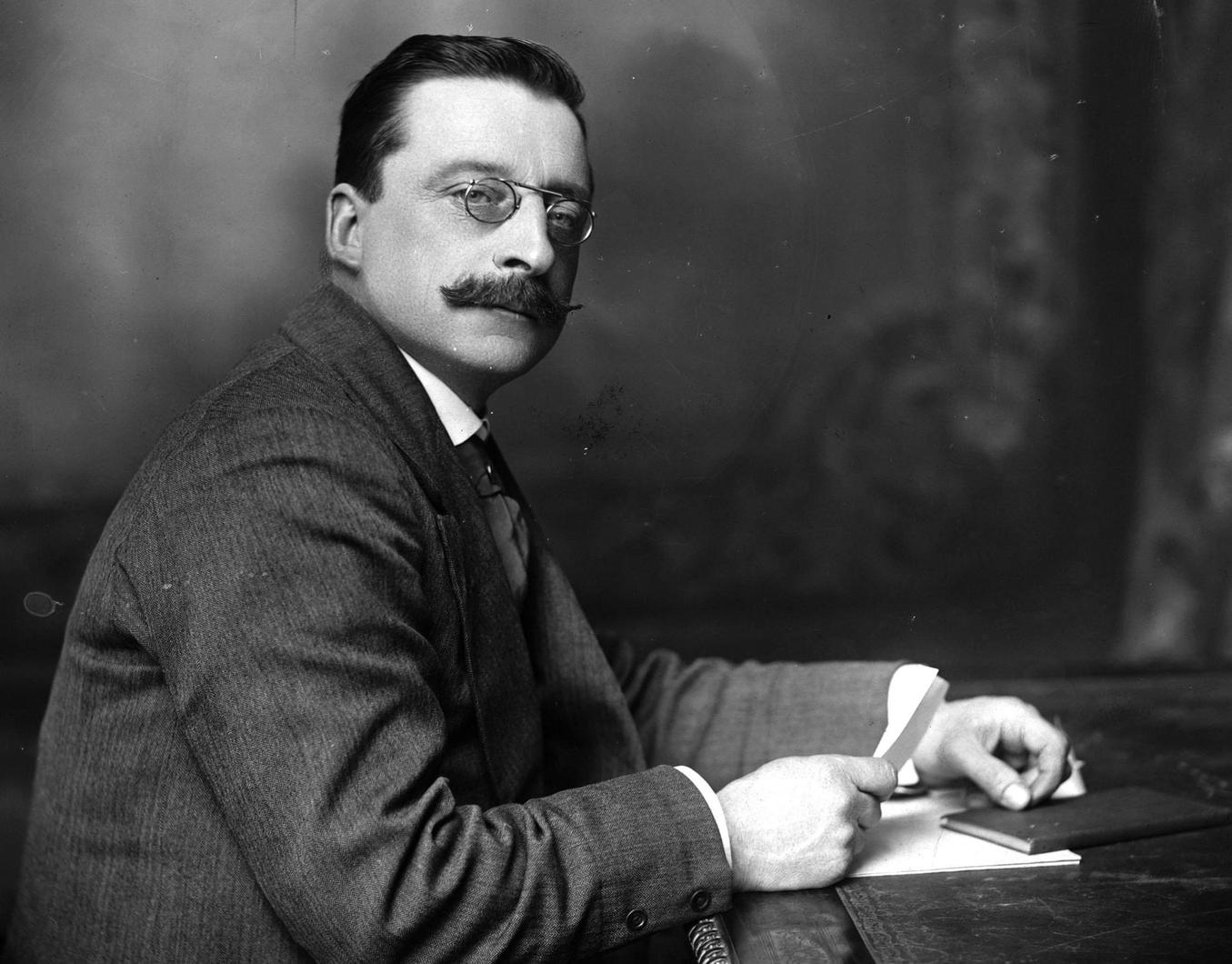
Arthur Griffith, négociateur du traité pour le Sinn Féin.

Le traité anglo-irlandais, négocié entre une délégation du Sinn Féin menée par Arthur Griffith et Michael Collins et le gouvernement britannique de David Lloyd George, clôt la guerre d'indépendance irlandaise. Il prévoit entre autres la partition de l'Irlande, la création d'un État libre d'Irlande ayant le statut de dominion dans les vingt-six comtés du sud et un serment d'allégeance à la couronne britannique par les membres du parlement irlandais, le Dáil Éireann.
Il est signé le 6 décembre 1921 à Londres, il est ratifié facilement par la Chambre des communes et proclamé royalement un an plus tard. La ratification par le Dáil est moins aisée, du fait de l'opposition de deux des leaders indépendantistes de la guerre, Éamon de Valera et Cathal Brugha. Le traité est finalement ratifié de justesse, le 7 janvier 1922. En signe de protestation, de Valera quitte le Dáil et démissionne de la présidence de la république. Un gouvernement provisoire est alors formé autour d'Arthur Griffith pour assurer la création de l'État libre.
Les élections qui ont lieu peu après sont une éclatante victoire pour les partisans du traité. Ces derniers assurent qu'il n'est qu'un premier pas vers l'indépendance complète, alors que ses opposants pensent qu'il brise tout espoir d'instauration d'une république. Pour De Valera et son camp, les hostilités doivent reprendre avec les Britanniques afin de parvenir à l'indépendance totale de l'Irlande. Michael Collins, pour sa part, doute de la capacité de l'IRA a poursuivre la guerre et préfère une solution de compromis.

### Implosion du mouvement nationaliste
Bien que les partis soutenant le traité aient largement gagné les élections de 1922, de Valera ne désarme pas et tente de prendre le contrôle de l’IRA dont une grande partie des cadres lui sont favorables. L’IRA se déchire entre les opposants au traité et son créateur, Michael Collins. La partie favorable à ce dernier rejoint les rangs de la nouvelle Armée nationale irlandaise (INA), les autres s'organisant en une nouvelle IRA.
En avril 1922, le palais de justice de Dublin, Four Courts, est occupé par 200 hommes de De Valera sous la direction de Rory O'Connor. Leur objectif est de provoquer le Royaume-Uni afin de relancer les hostilités. Le gouvernement de Londres dirigé par Lloyd George menace justement l’État libre d’une intervention si les insurgés ne sont pas délogés, tout en lui proposant de lui fournir de l'équipement militaire. Le camp pro-traité se retrouve face à un dilemme entre tirer sur ses anciens compagnons d'armes et risquer le retour de la guerre avec le Royaume-Uni.

## La guerre

### La bataille de Dublin

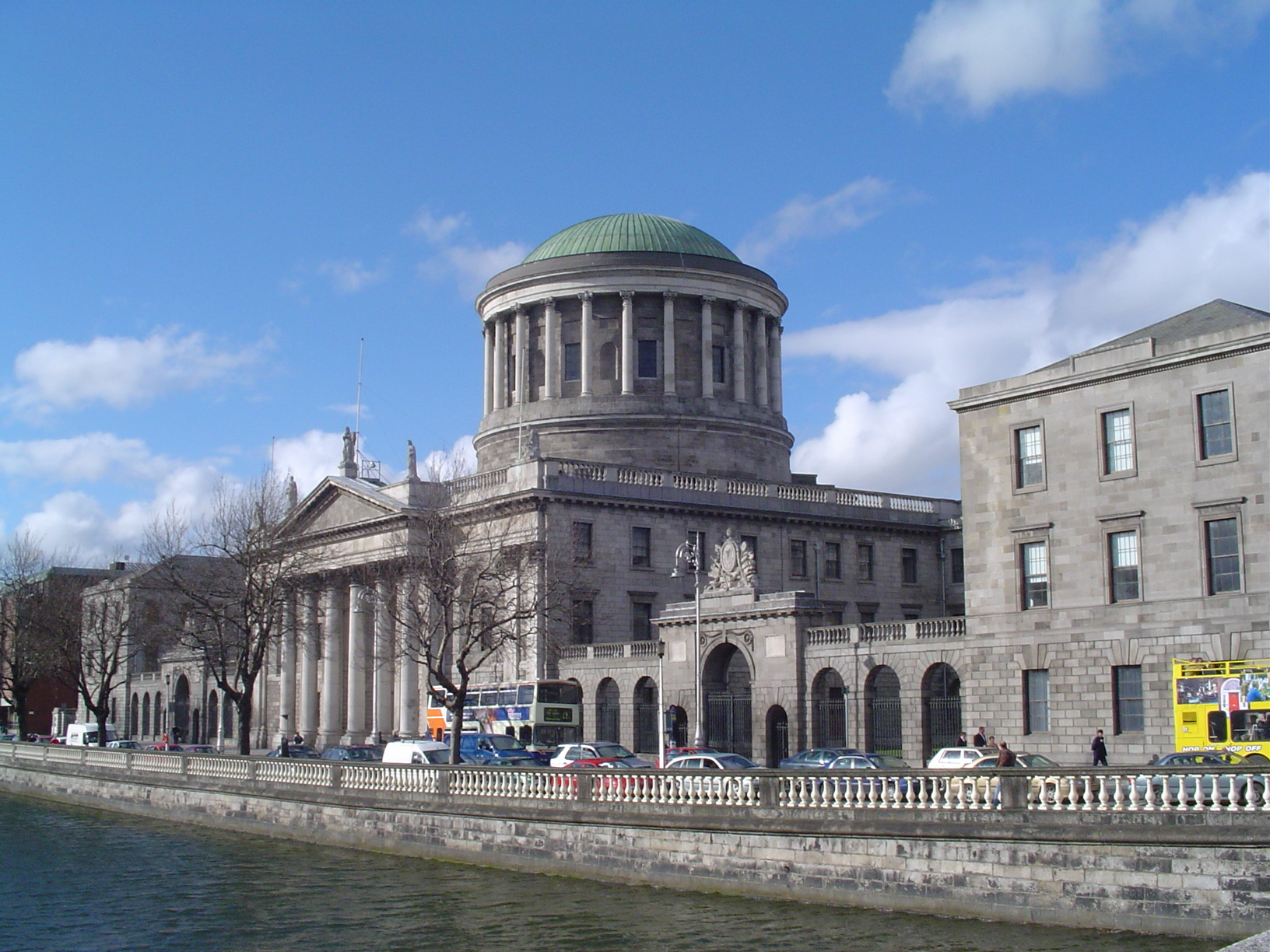
Four Courts.

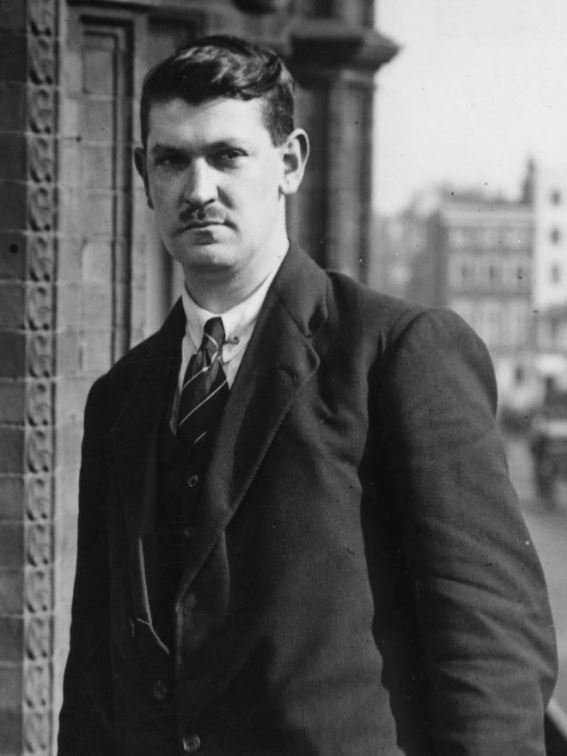
Michael Collins en 1921

Michael Collins décide, pour sauvegarder l’autonomie de l’Irlande, de céder aux Britanniques et d’utiliser leurs canons de campagne pour bombarder Four Courts le 28 juin 1922.
La bataille pour le contrôle de la capitale est extrêmement violente, du fait de l’utilisation de l'artillerie par l’INA, et plus de 250 non-combattants sont tués. Dominés sur le plan militaire, les anti-traités sont battus en une semaine après avoir perdu 500 hommes, faits prisonniers par l’armée de l’État Libre. La bataille de Dublin a fait 65 morts des deux côtés parmi lesquels Cathal Brugha, ancien ministre de la Défense durant la guerre d’indépendance.

### Escalade du conflit
Le conflit est désormais inévitable entre les républicains, menés par Liam Lynch, nommé chef d’état-major de l’IRA, et les soldats de l’INA de Michael Collins. Les forces républicaines sont plus nombreuses au début de la guerre mais manquent de matériel (en particulier d'artillerie) et d'encadrement efficace.
L’INA au contraire dispose de matériel (fusils, blindés, canons) fourni par les Britanniques et du soutien de la majorité de la population et de l’Église qui souhaitent la paix. Elle ne cesse de recruter durant la guerre jusqu’à largement dépasser les forces républicaines. Les officiers de l’armée de l'État libre sont souvent des combattants aguerris de la Première Guerre mondiale, voire d’anciens officiers britanniques, ce que les anti-traités soulignent dans leur propagande ; les autres recrues en revanche sont souvent jeunes et sans expérience.
Dans un premier temps, les forces républicaines tiennent une partie du territoire plus importante, mais leur infériorité matérielle les force à éviter la confrontation directe. Durant le mois d’août 1922, l’INA s’attaque donc en priorité aux villes de l'ouest et du sud tenues par les républicains. L’offensive est un succès complet, toutes les grandes villes irlandaises passent sous le contrôle de l’État Libre. L’IRA doit alors disperser ses forces et est condamnée à ne mener que des actions de guérilla qui ne seront pas décisives.

### Mort de Collins et fin du conflit
L’État libre perd son chef de gouvernement, Arthur Griffith, qui meurt d'une attaque cérébrale le 12 août et le commandant en chef de son armée, Michael Collins, qui tombe lors d'une embuscade républicaine le 22. Ce sont William T. Cosgrave et Richard Mulcahy qui se chargent de continuer la guerre aux postes respectifs de Griffith et Collins.
Les embuscades républicaines exaspèrent l’INA qui procède à une campagne d’exécutions de prisonniers républicains en novembre 1922, à laquelle répondent en décembre les attentats des anti-traités contre des membres du Dáil Éireann et les propriétaires terriens, souvent protestants, protégés par l’État Libre. Le cycle de la violence continue avec l'exécution des leaders anti-traités fait prisonniers par l’INA, parmi lesquels Rory O'Connor. Le manque de succès de l’IRA et l'hostilité croissante de la population conduit finalement Éamon de Valera et les républicains à ordonner le cessez-le-feu le 30 avril 1923, suivi d’un ordre de déposer les armes le 24 mai.

### Bilan
La guerre civile a coûté la vie à près de 4 000 Irlandais, et 12 000 républicains resteront internés pour la plupart jusqu'en 1924. Ce bilan reste cependant relativement peu élevé comparé aux autres guerres civiles du XXe siècle. De plus, l'Irlande du Nord a été épargnée, évitant un conflit bien plus destructeur, non plus entre anciens frères d'armes mais entre deux communautés ayant un contentieux bien plus important et plus ancien.
Le coût de la guerre reste malgré tout important, les destructions ayant coûté 30 millions de livres à l'État libre qui sort de la guerre endetté à hauteur de 4 millions de livres.

## Conséquences
Le coût économique de la guerre civile a poussé l'État Libre à réduire ses prétentions concernant le tracé de la frontière de l'Irlande du Nord, y incluant des zones où les nationalistes étaient majoritaires. En échange le Royaume-Uni renonçait à faire payer au jeune État une partie de la dette contractée par la couronne pendant la Première Guerre mondiale, ce qui constituait une des clauses du traité anglo-irlandais.
En 1925, après avoir tenté en vain de rassembler le Sinn Féin autour de lui pour faire évoluer l'État Libre vers une république, Éamon de Valera fonde le Fianna Fáil. Le Fine Gael, fondé en 1933, rassemble pour sa part les anciens partisans du traité. Ces deux parties constitueront les forces politiques majeures qui alterneront au pouvoir en Irlande durant le XXe siècle, ce qui vaut à ce bipartisme d'être qualifié de « politique de la guerre civile » (civil war politics).
Parvenu au pouvoir démocratiquement en 1932, Eamon de Valera réalise finalement son objectif de couper les derniers liens de l'Irlande avec le Royaume-Uni à travers la constitution de 1937 qui remplace l'État Libre par « l'Eire ». Ironiquement, il donne ainsi raison à son ancien adversaire Michael Collins qui affirmait que le traité permettrait à terme de parvenir à l'indépendance complète de l'Irlande.

## Filmographie
- 1934 : The Key de Michael Curtiz
- 1935 : Le Mouchard, film de John Ford
- 1936 : Révolte à Dublin, film de John Ford
- 1957 : Quand se lève la lune, film de John Ford
- 1997 : Michael Collins, de Neil Jordan (1997) raconte la trajectoire politique de Michael Collins et se conclut sur les troubles engendrés par la guerre civile irlandaise.
- 2006 : Le vent se lève de Ken Loach (Palme d'or au festival de Cannes en 2006) raconte les luttes qui ont conduit au traité de 1921 et la terrible guerre civile qui a suivi.
- 2014 : Jimmy's Hall de Ken Loach s'inspire de faits réels et raconte les activités sociales et politiques en Irlande du militant communiste Jimmy Gralton durant les années 1932-1933.
- 2014 : Peaky Blinders (saison 2) se déroule en 1922 dans la communauté irlandaise de Birmingham et met en scène la coopération des Irlandais pro-traité avec leur ancien ennemi britannique pour défaire l'IRA anti-traité.
- 2023 : Les Banshees d'Inisherin de Martin McDonagh